# Ravindra Prabhat
Ravindra Prabhat (nascido em 5 de abril de 1969) é um poeta Hindi, estudioso, jornalista, romancista e escritora de contos da Índia. Ele atualmente escreve como colunista de história em diversos jornais.